# Konstantin Uszakow
Konstantin Antoljewicz Uszakow (ros. Константин Анатольевич Ушаков, ur. 24 marca 1970 w Omsku) – rosyjski siatkarz, grał na pozycji rozgrywającego, były reprezentant kraju.
Jest dwukrotnym medalista olimpijskim. W 2000 w Sydney zdobył srebrny medal, a w 2004 w Atenach brąz. W 2002 r. w Argentynie zdobył wicemistrzostwo Świata. Mistrz Europy z 1991 r.
W 1999 r. został odznaczony tytułem Zasłużonego Mistrza Sportu, a także Orderem „Za zasługi dla Ojczyzny” II klasy 2 kwietnia 2001 r. Po sezonie 2012/2013 zakończył karierę.

## Przebieg kariery
| Kariera seniorska     | Kariera seniorska           | Kariera seniorska           | Kariera seniorska | Kariera seniorska | Kariera seniorska | Kariera seniorska | Kariera seniorska | Kariera seniorska | Kariera seniorska | Kariera seniorska |
| Lata                  | Klub                        | Klub                        |                   |                   |                   |                   |                   |                   |                   |                   |
| --------------------- | --------------------------- | --------------------------- | ----------------- | ----------------- | ----------------- | ----------------- | ----------------- | ----------------- | ----------------- | ----------------- |
| 1988–1992             | Radiotechnik Ryga           | Radiotechnik Ryga           |                   |                   |                   |                   |                   |                   |                   |                   |
| 1992–1999             | CSKA Moskwa                 | CSKA Moskwa                 |                   |                   |                   |                   |                   |                   |                   |                   |
| 1999–2000             | Biełogorje-Dinamo Biełgorod | Biełogorje-Dinamo Biełgorod |                   |                   |                   |                   |                   |                   |                   |                   |
| 2000–2001             | Itas Gruppo Diatec Trentino | Itas Gruppo Diatec Trentino |                   |                   |                   |                   |                   |                   |                   |                   |
| 2001–2003             | Ziraat Bankası Ankara       | Ziraat Bankası Ankara       |                   |                   |                   |                   |                   |                   |                   |                   |
| 2003–2005             | Dinamo Moskwa               | Dinamo Moskwa               |                   |                   |                   |                   |                   |                   |                   |                   |
| 2005–2007             | Fakieł Nowy Uriengoj        | Fakieł Nowy Uriengoj        |                   |                   |                   |                   |                   |                   |                   |                   |
| 2007–2008             | Dinamo-Jantar Kaliningrad   | Dinamo-Jantar Kaliningrad   |                   |                   |                   |                   |                   |                   |                   |                   |
| 2008–2010             | Ural Ufa                    | Ural Ufa                    |                   |                   |                   |                   |                   |                   |                   |                   |
| 2010–2011             | Dinamo Krasnodar            | Dinamo Krasnodar            |                   |                   |                   |                   |                   |                   |                   |                   |
| 2011–2013             | Kuzbass Kemerowo            | Kuzbass Kemerowo            |                   |                   |                   |                   |                   |                   |                   |                   |
| Kariera trenerska     |                             |                             |                   |                   |                   |                   |                   |                   |                   |                   |
| Lata                  | Klub/Reprezentacja          | Funkcja                     |                   |                   |                   |                   |                   |                   |                   |                   |
| 2013–2014             | Rosja (kobiety)             | asystent trenera            |                   |                   |                   |                   |                   |                   |                   |                   |
| 2013–2014             | Dinamo Krasnodar (kobiety)  | asystent trenera            |                   |                   |                   |                   |                   |                   |                   |                   |
| 2014–2021             | Dinamo Krasnodar (kobiety)  | I trener                    |                   |                   |                   |                   |                   |                   |                   |                   |
| 2017–09.2017          | Rosja (kobiety)             | asystent trenera            |                   |                   |                   |                   |                   |                   |                   |                   |
| 09.2017–2017          | Rosja (kobiety)             | I trener                    |                   |                   |                   |                   |                   |                   |                   |                   |
| 2021                  | Białoruś (kobiety)          | asystent trenera            |                   |                   |                   |                   |                   |                   |                   |                   |
| 2021– (od 09.11.2021) | Dinamo Moskwa (kobiety)     | I trener                    |                   |                   |                   |                   |                   |                   |                   |                   |

## Sukcesy

### jako zawodnik

#### klubowe
Mistrzostwo ZSRR:
- 1990, 1991

Puchar CEV:
- 2007
- 1991

Mistrzostwo Łotwy:
- 1992

Mistrzostwo Rosji:
- 1994, 1995, 1996, 2000
- 1993, 2004, 2005
- 1997, 1998

Puchar Rosji:
- 1994

#### reprezentacyjne
Mistrzostwa Europy Juniorów:
- 1988

Mistrzostwa Świata Juniorów:
- 1989

Liga Światowa:
- 2002
- 1993, 1998, 2000
- 1991, 1996, 2001, 2006

Mistrzostwa Europy:
- 1991
- 1999, 2005
- 1993, 2003

Puchar Świata:
- 1991, 1999

Igrzyska Olimpijskie:
- 2000
- 2004

Mistrzostwa Świata:
- 2002

Liga Europejska:
- 2005
- 2004

## Sukcesy

### jako trener

#### klubowe
Puchar Rosji:
- 2014, 2015

Puchar CEV:
- 2015, 2016

Klubowe Mistrzostwa Świata:
- 2015

Mistrzostwo Rosji:
- 2016

## Odznaczenia
- Odznaczony tytułem Zasłużonego Mistrza Sportu.
- Medal Orderu „Za zasługi dla Ojczyzny” II klasy (2 kwietnia 2001)